# Píchoš Lehmannův
Píchoš Lehmannův (Encephalartos lehmannii) je druh cykasu z čeledi zamiovité (Zamiaceae). Pochází z Jižní Afriky. Díky namodralé barvě lístků se řadí mezi atraktivní, tzv. modré cykasy.

## Ochrana
Jedná se o chráněnou rostlinu jejíž přežití je v přírodě ohroženo. Druh je zapsán na hlavním seznamu CITES I, který kontroluje obchod s ohroženými druhy - jak s rostlinami, tak i jejich semeny.